# Статс-секретарь
Статс-секретарь (нем. Staatssekretär — «государственный секретарь») — государственная должность или звание в ряде стран.
Чаще всего статс-секретарём называется глава общегосударственного органа, центрального ведомства или министерства, член правительства, заместитель или помощник министра. В русской номенклатуре государственных должностей, как правило, проводится различие между статс-секретарём и государственным секретарём, но при передаче на русском языке их иностранных аналогов (например, англ. Secretary of State, фр. Secretaire d'Etat) существует некоторая произвольность. Несколько более точное английское соответствие немецкому и русскому термину представляет англ. State Secretary.

## Аргентина
Статс-секретарём (исп. Secretario de Estado) в федеральном правительстве Аргентины называется высокопоставленное должностное лицо, равное по рангу министру и ответственное непосредственно перед президентом. Эту должность не следует путать с более низкой должностью секретаря, который подчиняется министру.

## Бельгия
Как и во Франции, статс-секретарь в Бельгии — это младший министр, который подотчётен министру или премьер-министру.

## Ватикан
Иногда титул кардинала — Государственного секретаря Святого Престола называют по-русски «Статс-секретарём Ватикана», а возглавляемое им ведомство — соответственно «Статс-секретариатом Ватикана».

## Великобритания
В Соединённом Королевстве Великобритании и Северной Ирландии статс-секретарь (англ. Secretary of State) — официальный титул некоторых министров кабинета, ответственных за то или иное правительственное ведомство. Этот термин также переводится как «государственный секретарь». Не все ведомства возглавляются статс-секретарями (например, министерство финансов возглавляет канцлер казначейства).
В кабинете имеется ряд «статс-секретарей», каждый из которых может осуществлять функции по назначению премьер-министра в рамках «портфеля»; формально каждый из них титулуется «Главный Статс-секретарь Её Величества по вопросам…» (англ. «Her Majesty’s Principal Secretary of State for…»). Эти должности могут создаваться без предварительного изменения законодательства. Если в законодательном акте упоминается статс-секретарь в единственном числе, он касается всех статс-секретарей; некоторые акты явно упоминают секретарей по конкретному министерству.
Также есть должности заместителей (или помощников) министра, которые называются «парламентский помощник статс-секретаря» (англ. Parliamentary Under-Secretary of State for…); в каждом министерстве есть как минимум один такой заместитель. В некоторых министерствах также существуют должности первого заместителя (или помощника), дословно «статс-министр по вопросам…» (англ. «Minister of State for…»). Общее число статс-секретарей и заместителей законодательно ограничено, но только с точки зрения оплаты их труда в министерствах. Согласно конституционному обычаю, члены кабинета и их заместители назначаются из числа членов Парламента (депутатов палаты общин) или, реже, пэров-членов палаты лордов; одновременно они продолжают исполнять свои обязанности в Парламенте с сохранением денежного содержания.
Старший гражданский служащий министерства имеет должность «постоянный помощник статс-секретаря» (англ. Permanent Under-Secretary of State for …). В отличие от политических должностей главы министерства и его заместителей, гражданские служащие являются профессиональными чиновниками и не покидают свои должности при смене кабинета или по результатам парламентских выборов.

## Венгрия
В Венгрии статс-секретарь — руководитель общегосударственного органа, подчинённого правительству.
В Венгерской народной республике так назывались, например, главы Венгерского национального банка и Центрального статистического управления. Статс-секретари не входили в состав Совета Министров.

## Германия
В Германской империи (1871—1918) статс-секретарь — имперский министр, непосредственно подчинённый рейхсканцлеру.
В нацистской Германии статс-секретарь являлся должностным лицом в ранге первого заместителя рейхсминистра.
В Германской Демократической Республике статс-секретарь — должностное лицо в ранге первого заместителя министра или главы специального правительственного ведомства (секретариата).

### Федеративная Республика Германия
В Федеративной Республике Германии статс-секретарь (нем. Staatssekretär, штатс-секретэр) — высший служащий в аппарате министерства или ведомства, который уступает лишь министру и является его ближайшим помощником. Должность статс-секретаря похожа на должность заместителя министра в других странах. Это политический пост, то есть назначение на него производится на основании политических критериев, таких, как партийная принадлежность, а не в порядке повышения гражданских служащих, хотя статс-секретарь и является административным руководителем министерства.
Особый случай представляет собой парламентский статс-секретарь (нем. Parlamentarischer Staatssekretär), которым является член парламента, назначенный министерству в качестве статс-секретаря. В его обязанности входит поддержание связей между министерством и парламентом, его фракциями и комитетами.

## Испания
Статс-секретарь (исп. Secretario de Estado) является в Испании младшим министром. У каждого министерства может быть по несколько статс-секретарей. Так, например, статс-секретарь по делам Латинской Америки работает в подчинении у министра иностранных дел.

## Канада
В кабинете министров Канады была должность статс-секретаря по иностранным делам (государственного секретаря по иностранным делам, англ. Secretary of State for External Affairs), который соответствовал обычному министру иностранных дел, но в 1993 году она была упразднена, а вместо неё была создана должность министра иностранных дел (англ. Minister of Foreign Affairs).
С 1867 по 1993 год существовала также должность статс-секретаря по делам Канады (государственного секретаря по делам Канады, англ. Secretary of State for Canada), который был министром Кабинета. Его обязанности менялись с течением времени, однако, он отвечал за департамент государственного секретаря (англ. Department of Secretary of State) до тех пор, пока эта должность не была упразднена. Кроме того с 1867 по 1873 год существовала должность статс-секретаря по делам провинций (англ. Secretary of State for the Provinces), который также был министром Кабинета и отвечал за связи федерального правительства с правительствами провинций Канады.
С 1993 года некоторые младшие министры, которые назначаются для управления определёнными сферами государственной политики в помощь Кабинету министров, стали называться статс-секретарями (англ. Secretary of State). Они играют роль, аналогичную государственным министрам, но в отличие от последних, сами не являются членами Кабинета.

## Люксембург
В Люксембурге статс-секретарями (фр. secrétaire d'Etat, люкс. Staatssekretär(in), нем. Staatssekretär(in)) называются члены кабинета рангом ниже министров. Статс-секретарь отвечает за ту же сферу деятельности, что и министр и помогает соответствующему министру выполнять его функции. Он часто получает в ведение более чем одну сферу или помогает более чем одному министру.

## Нидерланды
В Нидерландах статс-секретарь (нидерл. staatssecretaris) является помощником или заместителем министра или младшим министром. Статс-секретари — это члены кабинета министров, которые работают в подчинении министров. Они подотчётны министрам, но независимо от этого ответственны перед парламентом. Статс-секретарь принимает портфель министра. Некоторые статс-секретари имеют чётко выделенные портфели полномочий (например, культура, наука и окружающая среда), в то время как портфели других совпадают с портфелями их министров. Статс-секретарь почти всегда имеет иную политическую принадлежность, чем его министр. Статс-секретари не присутствуют на еженедельных заседаниях кабинета министров, если их не приглашают особо.

## Норвегия
Статс-секретарь (норв. statssekretær) в Норвегии закреплён за определённым министерством и является на деле заместителем министра.

## Португалия
В Португалии термин «статс-секретарь» (порт. Secretário de Estado) используется для обозначения глав правительственных ведомств с XVII века. В XIX веке вместо него начали использовать термин «министр» (порт. Ministro). При этом младшие министры правительства по-прежнему назывались младшими государственными секретарями (порт. Subsecretário de Estado). Несмотря на неупотребительность, только в 1958 году термин «статс-секретарь» приобрёл иное формальное значение, чем «министр» (в смысле министра кабинета). С тех пор статс-секретари являются младшими министрами и подчиняются кабинету министров.

## Россия

### Российская империя
В Российской империи статс-секретарями назывались несколько разных видов должностей.
Статс-секретарь (Статс-секретарь Его Величества) — первоначально личный секретарь (докладчик) императора (императрицы) в XVIII — начале XIX веков (см. статью кабинет-секретарь). С XIX века — почётное звание высших гражданских сановников, которое жаловалось только «по высочайшему усмотрению». Звание статс-секретаря давало право личного доклада императору и объявления его словесных повелений (официальное название: «словесные высочайшие повеления»). Для сравнения: из военных чинов лиц свиты его величества это право предоставлялось лишь дежурным генерал-адъютантам.
По закону 1842 г. статс-секретари «занимали места» выше всех гражданских чинов одного с ними класса, в частности «выше тайных советников, хотя бы и сенаторов». Звание статс-секретаря давалось доверенным министрам, выделяя их сразу из числа всех прочих. Значительно реже это звание получали товарищи министров, директора департаментов и только в исключительных случаях лица, занимавшие менее крупные посты. Все случаи такого рода обычно замечались современниками, и им придавалось важное значение.
В 1872 году для статс-секретарей его величества был установлен особый нагрудный знак. К 1 января 1900 года всех статс-секретарей числилось 27 человек.
Статс-секретарь Государственного совета — должность главы отделения Государственной канцелярии, то есть канцелярии Государственного совета. Исключение составляло отделение архива, которым на правах статс-секретаря управлял помощник статс-секретаря.
Изначально, при учреждении Государственного совета 1810 года при нём состоял особый статс-секретарь для принятия прошений на высочайшее имя.
При статс-секретарях состояло определённое число помощников. Статс-секретари и их помощники назначались и увольнялись указами за собственноручным высочайшим подписанием. До реформы 1906 года статс-секретари готовили дела к докладу в департаментах Государственного совета и докладывали эти дела. В общем собрании Государственного совета статс-секретари или их помощники читали назначенные к докладу дела по распоряжению государственного секретаря.
Помощники статс-секретарей в департаментах готовили извлечения из дел и записок, собирали дополнительные сведения, докладывали дела в департаментах по распоряжению статс-секретарей, а в общем собрании — по назначению Государственного секретаря. Они составляли проекты резолюций, представляя их на дальнейшее рассмотрение статс-секретарей, составляли отчёты о делах, в их обязанность входило общее наблюдение за порядком дел по вверенной каждому из них статс-секретарём части.

#### Статс-секретарь по делам Финляндии
Статс-секретарь по делам Финляндии (Министр-статс-секретарь по делам Великого княжества Финляндского) — должностное лицо, стоявшее во главе управления Финляндией в период вхождения её в состав Российской империи. Местом его постоянного пребывания был Санкт-Петербург.

### Российская Федерация
В Российской Федерации статс-секретарём называется заместитель министра в федеральном министерстве, отвечающий за связи с Федеральным Собранием и другими государственными органами и общественными организациями.

## Словакия
В Словакии есть должность статс-секретаря (словац. štátný tajomník), которая аналогична должности заместителя министра.

## США
Некоторые министры в Соединённых Штатах Америки официально называются по-английски Secretary (дословно — «секретарь», например, the Secretary of the Interior, the Secretary of Defense), и иногда этот титул переводился и переводится на русский как «статс-секретарь». Обычно все эти названия переводятся как «министр», за исключением государственного секретаря (англ. Secretary of State). Может быть неясность и в переводе называния должности заместителя или помощника министра (Deputy Secretary, Assistant Secretary).

## Финляндия
Статс-секретарь (фин. valtiosihteeri) — высшее должностное лицо, подчинённое каждому министру Государственного совета Финляндии. Каждый статс-секретарь назначается на срок полномочий министра и отвечает перед министром.
В период вхождения Финляндии в состав Российской империи статс-секретарём по делам Финляндии называлась особая должность в общеимперском правительстве в Санкт-Петербурге (см. раздел «Россия» в этой статье).
Архивный фонд статс-секретариата Великого Княжества Финляндского (недоступная ссылка)

## Франция
В современной Франции статс-секретарь (фр. Secretaire d'Etat) — официальный титул руководителя какого-либо ведомства (младшего министра) при премьер-министре во Франции. Статс-секретарь по статусу ниже государственного министра и подотчётен министру или премьер-министру.
В истории Франции — в эпоху абсолютной монархии — статс-секретари были должностными лицами короны, чьи функции были сходны с функциями сегодняшних правительственных министров.

## Швейцария
В Швейцарской федеральной администрации, статс-секретари (нем. Staatssekretär, Staatssekretärin) являются самыми старшими из профессиональных государственных служащих. Этот титул присваивается Федеральным советом Швейцарии руководителям федеральных ведомств, в обязанности которых входит независимое взаимодействие с высокопоставленными иностранными должностными лицами. На практике функции статс-секретаря те же, что и во Франции.

## Швеция
У каждого министра кабинета в правительстве Швеции есть статс-секретарь (швед. statssekreterare), который является его ближайшим помощником. Некоторые особо значимые министры имеют несколько статс-секретарей.